# NK BŠK Zmaj Blato
BŠK Zmaj Blato je nogometni klub iz mjesta Blato smještenog na zapadnom dijelu otoka Korčule. U sezoni 2024./25. natječe se u 2. ŽNL Dubrovačko-neretvanske županije.

## Uspjesi
Sezona 2009./2010. je bila najbogatija u dugoj prošlosti Zmaja. Osvojeno je prvenstvo 4. HNL – Jug, Dubrovačka skupina i osvojen je županijski kup. Osvojenim prvenstvom Zmaj se kvalificirao u kvalifikacije za 3. HNL – Jug s pobjednicima 4. HNL – Jug – Splitsko i Zadarsko područje. U mini ligi s NK Mladost iz Prološca i NK Polača iz Polače Zmaj je kolo prije kraja osigurao prvo mjesto i plasman u 3. HNL.
Da bi osigurao uvjete potrebne za nastup u 3. HNL napravljeni su ogromni radovi na igralištu Zlinje. Prvi veći radovi nakon više od trideset godina.
Kao pobjednik županijskog kupa Zmaj je dobio priliku da se natječe u pretkolu hrvatskog kupa i početkom sezone 2010/2011 u Zagrebu je održan ždrijeb. Zmaj je dobio najtežeg mogućeg suparnika u tom dijelu natjecanja, prvoligaša NK Karlovac. Tako je 25. kolovoza 2010. u pretkolu kupa Hrvatske po prvi puta u povijesti Zmaja u službenoj utakmici gostovao jedan prvoligaš. Zmaj je odigrao odličnu partiju. Nadigrao prvoligaša koji nije pokazao ništa, ali nesretno u 90+3 primio izjednačujući pogodak. Rezultat je bio 1-1 i nakon produžetaka se nije mijenjao, iako je Zmaj i tada imao dobrih prilika. U ruletu jedanaesteraca drama se nastavila i Zmajevi igači su od 5 postigli samo jedan pogodak. Karlovčani su bili uspješniji i zadnjom serijom postigli drugi pogodak iz jedanaesterca, te prošli dalje. Ukupni rezultat 2-3, 1-1 nakon 90 min. 
U natjecateljskoj sezoni 2012./13. postignut je dosada najveći sportski uspjeh kluba na seniorskoj razini, i to osvajanjem 2. mjesta u 3. HNL  – Jug (doprvaci lige) i osvajanjem naslova pobjednika županijskog nogometnog kupa NSŽDN za istu sezonu, te se tako klub plasirao u pretkolo hrvatskog nogometnog kupa.
Također u sezoni 2012 / 2013 BŠK Zmaj je dobio domaćinstvo da bude baza za pripreme u svibnju i lipnju mjesecu za reprezentacije Hrvatske U-18 i U-20 za svjetsko nogometno prvenstvo u kategoriji U-20 koje se odigralo u lipnju i srpnju 2013 god. u Turskoj. 
Ovaj projekt je bio ujedno i prvi dolazak u Blato ali i na otok Korčulu bilo koje nogometne reprezentacije a posebno reprezentacije Hrvatske u dugogodišnjoj bogatoj povijesti BŠK Zmaja.
Također u sklopu ovog projekta odigrana je i prvi puta u povijesti kluba službena prijateljska utakmica BŠK Zmaja s nekom od reprezentacija Hrvatske.

## Povijest
Povijest od osnutka do 1945. godine.
Blatski športski klub Zmaj osnovan je 1926. godine. Na osnivačkoj skupštini prihvaćeno je ime BŠK Zmaj i ostali simboli, koji su se zadržali u nazivu i identitetu kluba do današnjih dana. Prihvaćena je crvena boja dresa s bijelim hlačama. Također je određeno da zastava kluba bude crvena i bijela boja položena okomito. Važno je napomenuti da u to vrijeme u Blatu djeluje više nogometnih klubova (društva), NŠK Val, NŠK Jadran, NŠK Hajduk...
Zanimljivo je da su NŠK Hajduk osnovali ljudi iz predjela Mali Učijak i Dočine 1925 godine i sami ga financirali. 1927 godine dogovaraju utakmicu protiv svoga rivala Zmaja. Uvjereni u svoju superiornost nad Zmajom dogovaraju sljedeće uvjete. Ako Zmaj u toj utakmici postigne više od 5 golova tada će Hajduk predati nogometnu loptu i rasformirati klub. Zmaj je dao 9 golova, dobio loptu, a Hajduk se rasformirao sljedeće godine kad je cjelokupno članstvo prešlo u BŠK Zmaj.
Od 1923. pa sve do 1941. godine u Blatu su djelovala po dva nogometna kluba. U tim godinama često su se raspadali i stvarali novi klubovi, a jedan od razloga su bili i politički uvjeti koji su se često mjenali u tim turbuletnim međuratnim godinama. Tako su i BŠK Zmaj početkom 1929. godine vlasti zabranile. Kako je Zmaj bio jako popularan u Blatu jer u razdoblju od 1926. do 1928. godine nije zabilježio niti jedan poraz od tadašnjih rivala, tako i njegovo ime i ono što je predstavljao vlast nije mogla ugušiti. Tako su 1937. ljudi koji nisu bili uključeni u tadašnje klubove ponovno pokrenuli inicijativa za osnivanjem Zmaja i on je ponovno oživio do dolaska talijanskih okupatora 1941.
Tada je ponovno ugašen BŠK Zmaj, koji je u to doba postao navjeće organizirano društvo u Blatu, a osim nogometa, osnovale su se sekcije atletike, vaterpola i plivanja, a kasnije i šaha. Nakon završetka rata, kada se život normalizirao nastavio je s radom BŠK Zmaj i do današnjih dana je čuvar bogate športske tradicije mjesta Blato.

## Vanjske poveznice
- Profil, HNS Semafor
- BŠK Zmaj  Arhivirana inačica izvorne stranice od 17. travnja 2009. (Wayback Machine)
- Red Dragons  Arhivirana inačica izvorne stranice od 19. lipnja 2013. (Wayback Machine)